# Madagaskarzilverreiger
De madagaskarzilverreiger (Egretta dimorpha) is een vogel uit de familie der reigers (Ardeidae).  

## Verspreiding en leefgebied
Deze soort komt voor op Madagaskar en de Seychellen en op het vasteland van Afrika langs de kust van de Straat van Mozambique.

## Status
De madagaskarzilverreiger komt niet als aparte soort voor op de lijst van het IUCN, maar is daar een ondersoort van de westelijke rifreiger (E. gularis dimorpha).